# Fadia Faqir
Fadia Faqir (em árabe: فادية الفقير) é uma autora e acadêmica jordaniana britânica, envolvida em questões de direitos humanos.

## Biografia
Faqir nasceu em Amã em 1956 e foi educada na Jordânia e na Inglaterra. Ela obteve seu bacharelado em Literatura Inglesa pela Universidade da Jordânia, Amã, antes de ir em 1984 para a Grã-Bretanha, onde completou um mestrado em escrita criativa na Universidade de Lancaster. A Universidade de East Anglia lhe concedeu um PhD em Escrita Crítica e Criativa em 1990. Seu primeiro romance, Nisanit, publicado pela Penguin em 1988, se passa em dois países não revelados do Oriente Médio e relata a história de uma jovem cujo pai é preso por causa de suas atividades políticas e um guerrilheiro palestino capturado pelas forças israelenses . Pillars of Salt, seu segundo romance, foi publicado pela Quartet Books em 1996 e foi traduzido para o alemão, dinamarquês, holandês, romeno e búlgaro. Situado na Jordânia colonial e pós-colonial, de acordo com um crítico, o romance "fica entre o Oriente e o Ocidente e combina a narrativa tradicional árabe com truques narrativos pós-modernos". Há uma forte mensagem feminista sobre duas mulheres árabes, uma beduína e outra da cidade, encarceradas em um asilo por ações de seu irmão e marido, respectivamente. A autora culpa tanto o patriarcado de sua terra natal quanto a intromissão do colonizador britânico pelo destino de ambas as mulheres.
Em 2007, o romance de Faqir My Name is Salma (EUA, The Cry of the Dove ) foi publicado pela Doubleday. A história segue a vida da mulher árabe homônima, começando desde o início de sua vida beduína até que, tendo dado à luz uma filha ilegítima e com medo de se tornar vítima de um 'crime de honra' nas mãos de seu irmão, ela é forçada a fugir como uma refugiada para a Grã-Bretanha. Como migrante, ela sofre indiferença e abuso racial e deseja voltar para casa para encontrar sua filha. Mas "para Salma, religião e pátria estão entrelaçadas, tanto críticas quanto cruéis, simultaneamente locais de vergonha pública e culpa individual" My Name is Salma foi traduzido para 13 idiomas e publicado em 16 países.
O trabalho de Faqir é escrito inteiramente em inglês e é objeto de muitas pesquisas e discussões acadêmicas em andamento, particularmente por sua 'tradução' de aspectos da cultura árabe. É reconhecido por sua invenção estilística e sua incorporação de questões relacionadas com a vida das mulheres do Terceiro Mundo, migração e intermediação cultural.